# 惕格酸
惕格酸（英語：Tiglic acid）是一种不饱和羧酸，化学式：C5H8O2。可在巴豆油和几种自然产物中发现，同时也可在几种甲虫的防御分泌物中得到。

## 性质与用途
惕格酸分子链含有一个碳-碳双键，为反式结构，其顺式异构体称为当归酸。
惕各酸可通过当归酸转化得到，但其本身难以转化为当归酸，需要紫外线激发，且反应速度极慢。
纯惕格酸为挥发性晶体，为溶于水，易溶于有机溶剂，具有甜辣的气味，在浓度为50 ppm附近呈现带有轻微酸味的辣味。其本身作为香精用途有限，且美国并没有批准其作用香精。其酯化物可用于香水和香精，其酯化物被称为惕格酸酯（英文：tiglates）。

## 毒性
惕格酸对皮肤和眼有刺激性。吸入会刺激呼吸道，美国将惕各酸列入《美国有毒物质控制法》进行管制
在许多节肢动物的毒素中就含有惕格酸成分。

## 发现和命名
1819年，法国化学家Pierre-Joseph Pelletier和Joseph-Bienaimé Caventou在原产于墨西哥的藜芦科羽柄花属植物Schoenocaulon officinalis的种子分离出一种特别的挥发性晶体酸，并将其命名为瑟瓦酸（cevadic acid）或沙巴酸（sabadillic acid）。1865年，该物质发现与英国化学家爱德华·弗兰克兰和B. F. Duppa发现的甲基巴豆酸相同。
1870年，德国化学家Geuther和Fröhlich从巴豆（学名：Croton tiglium）油得到一种酸，根据巴豆学名将其命名为“tiglic acid ”或“ tiglinic acid” ，发现其与之前的甲基巴豆酸一致。